# 코브라 (예술운동)

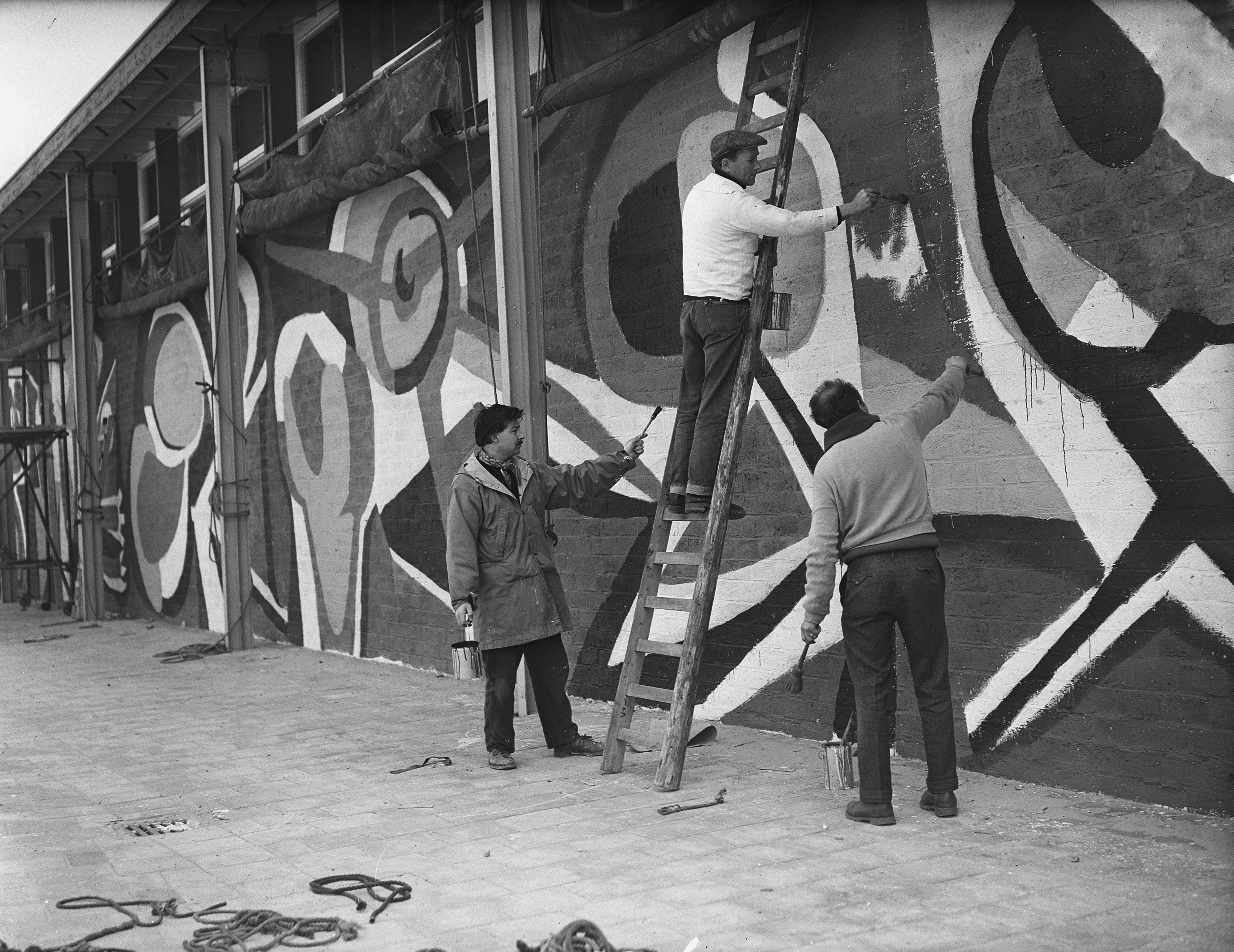
1955년 4월 19일, 네덜란드 로테르담에서 Manifestation E55를 위한 벽화 작업을 하는 CoBra의 회원인 카렐 아펠(맨 왼쪽)

코브라(COBRA 또는 Cobra, 주로 CoBrA로 양식화됨)는 1948년부터 1951년까지 활동했던 유럽의 아방가르드 예술 그룹이다. 코브라(COBRA)라는 명칭은 1948년 벨기에의 화가이자 시인인 크리스티안 도트르몽이 회원국들의 수도인 코펜하겐(Co), 브뤼셀(Br), 암스테르담(A)의 이니셜을 따서 지었다. 따라서 주로 CoBrA로 적는다.

## 역사
제2차 세계 대전 당시 네덜란드는 국경 너머의 예술계와 단절되어 있었는데 그 후 곧 CoBrA가 결성되었다. 실험적으로 작업한 이러한 국제적인 예술가 운동은 서구 사회에 대한 비판과 "혐오스러운" 자연주의와 "개성이 부족한" 추상주의 등 기존 예술 운동에서 벗어나려는 공통된 욕구에서 발전했다. 콘스탄트에 따르면 실험은 제한받지 않는 자유의 상징이었으며, 이는 궁극적으로 아이들과 아이들의 표현을 통해 구체화되었다고 한다. CoBrA는 1948년 11월 파리의 카페 노트르담(Café Notre-Dame)에서 도트르몽이 작성한 선언문 《La cause était entendue》(사건은 해결되었다)에 카렐 아펠, 콩스탕, 코르네유, 크리스티안 도트르몽, 아스거 요른 및 조셉 느와레 등의 예술가들이 서명하면서 결성되었다. 색채와 형태의 완전한 자유와 초현실주의에 대한 반감으로 형성된 이 예술가들은 마르크스주의와 모더니즘에 대한 관심도 공유했다.
그들의 작업 방식은 자발성과 실험에 기반한 것이었으며, 특히 어린이의 그림, 원시 예술 형식 및 파울 클레와 호안 미로의 작품에서 영감을 얻었다.
네덜란드의 그룹 Reflex와 덴마크의 그룹 Høst, 그리고 벨기에의 혁명적 초현실주의 그룹이 합쳐져 만들어진 CoBrA는 그리 길지 않은 기간 동안 존재했지만, 정기 간행물인 Cobra를 출판하거나, 다양한 멤버가 협업하여 만든 Peintures-Mot 시리즈, 그리고 두 개의 대규모 전시회를 여는 등 많은 활동을 했다. 첫 번째 행사는 1949년 11월 암스테르담의 암스테르담 시립 미술관에서 열렸고, 두 번째 행사는 1951년 리에주의 팔레 데 보자르(Palais des beaux-arts de Liège)에서 열렸다.
CoBrA에는 이 운동에 참여한 몇 안 되는 여성 중 한 명인 덴마크 조각가 소냐 펠로브 만코바와 결혼한 흑인 예술가 어니스트 만코바가 있는 것으로도 유명하다.
CoBrA는 1949년 11월에 공식적으로 이름을 국제 예술가 협회(Internationale des Artistes Expérimentaux)로 변경했으며, 회원 수는 유럽과 미국 전역으로 퍼져나갔지만 이 이름은 유지되지 않았다. 이 운동은 1951년에 공식적으로 해체되었지만 많은 회원들은 계속 가깝게 지냈으며 특히 도트르몽은 코브라의 주요 회원들과 협력을 계속 이어나갔다. CoBrA의 중점은 밝은 색채와 격렬한 붓놀림, 왜곡된 인간 형상을 특징으로 하는 반추상적인 그림으로 구성되었는데, 이는 원시 및 민속 예술에서 영감을 받았으며 미국 액션 페인팅과 유사하다. CoBrA는 타시슴과 유럽 추상표현주의의 발전에 있어서 중요한 이정표가 되었다.
CoBrA는 아마 20세기의 마지막 아방가르드 운동이었을 것으로 추정된다. 나탈리 오베르(Nathalie Aubert)에 따르면 CoBrA는 공식적으로 3년(1948년~1951년) 동안만 지속되었다고 한다. 그 기간 이후 그룹의 각 예술가들은 각자의 길을 개척해 나갔다.

### 선언문
《La cause était entendue》(사건은 해결되었다)라는 제목의 선언문은 CoBrA 회원인 크리스티안 도트르몽이 작성했으며 1948년 파리에서 모든 창립 멤버가 이에 서명했다. 이는 그들이 아방가르드 예술을 위한 국제 문서 센터(Centre International de Documentation sur l'Art d'Avant-garde)에 참석했을 때 느꼈던 그곳의 삭막하고 권위주의적인 분위기에서 벗어나겠다는 의지를 의미한다. 이는 당시 아방가르드 운동의 현 위치와는 별개로 그들의 작업을 발전시키기 위해 유기적인 실험 방식으로 협력하겠다는 성명이었다. 이 선언문의 이름은 1947년 7월 벨기에와 프랑스 혁명 초현실주의자들이 서명한 "La cause est entendue"(사건은 해결됨)이라는 문서에서 따왔다.